# مروحة يدوية

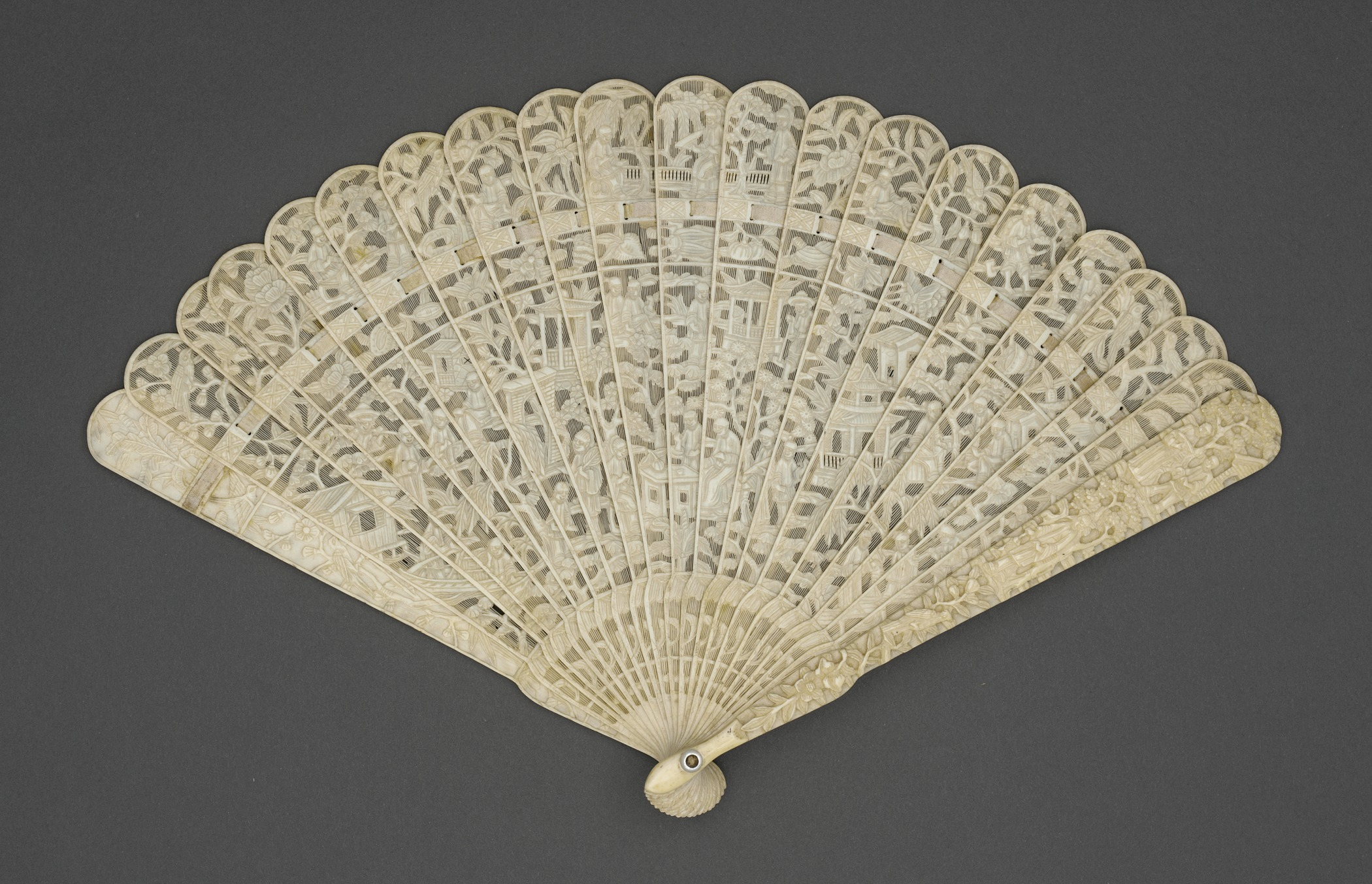
مروحة يدوية منذ العام 1800.

المروحة اليدويّة هي أداة يدوية مصنوعة من المواد الرقيقة كالورق والخشب والريش لغرض التهوية والتبريد، الحركة المُستمرة للمروحة اليدوية بمعاونة الاستخدام اليدوي يسنح لها بتدفق الهواء وزيادة تياره. والمروحة اليدوية لها أشكالُ عديدة، الأكثر شيوعاً هي التي لها قاعدة صُغرى تمسك بها ولها سطح مائل كقوس القزح. في الوطن العربي يُطلق عليها محلياً المِهَفّة، وهي تختلف عن الشكل الشائع فلها قاعدة طويلة تُمسك بها بكامل قبضة اليد، يصنعها القرويون بعد تقطيع ورق السعف على شكل أشرطة رفيعة تحاك مع بعضها لتكون صفحة على شكل مربع أو مستطيل يمكن أن تلون أو تنقش لتكون لوحة فلكلورية تثبت على يد خشبية من جريد النخل.
يعود تاريخها حسب بعض النصوص القديمة والمواقع الأثرية إلى القرن الثامن قبل الميلاد في اليونان القديمة، كما تواجدت أيضاً في عصر الفراعنة القديم.